# Chandrika Rasnayake
Chandrika Subashini Rasnayake (singhalesisch චන්ද්‍රිකා සුභාෂිනි රස්නායක; * 20. Juni 1987) ist eine ehemalige sri-lankische Leichtathletin, die sich auf den Sprint spezialisiert hat.

## Sportliche Laufbahn
Erste internationale Erfahrungen sammelte Chandrika Rasnayake im Jahr 2006, als sie bei den Juniorenasienmeisterschaften in Macau im 200-Meter-Lauf in 25,50 s den achten Platz belegte und über 400 Meter in 56,10 s Rang vier erreichte. 2009 gewann sie bei den Spielen der Lusophonie in Lissabon in 53,41 s die Bronzemedaille im 400-Meter-Lauf hinter den Brasilianerinnen Jaílma de Lima und Emmily Pinheiro und belegte über 200 Meter in 24,03 s Rang vier. Über 400 Meter qualifizierte sie sich für die Weltmeisterschaften in Berlin, bei denen sie mit 53,68 s in der ersten Runde ausschied. Anschließend schied sie bei den Asienmeisterschaften in Guangzhou über 400 Meter mit 55,32 s im Vorlauf aus und erreichte über 200 Meter in 24,21 s Rang sechs. 2010 siegte sie bei den Südasienspielen in Dhaka in 24,49 s und 54,27 s über 200 und 400 Meter. Anschließend erreichte sie bei den Commonwealth Games in Neu-Delhi über 400 Meter das Halbfinale und schied dort mit 52,97 s aus. Daraufhin nahm sie an den Asienspielen in Guangzhou teil und belegte dort in 55,05 s den achten Platz über 400 Meter und schied über 200 Meter mit 24,46 s in der Vorrunde aus. Zudem gelangte sie mit der sri-lankischen 4-mal-100-Meter-Staffel bis in das Finale, konnte dort aber ihr Rennen nicht beenden.
2011 gewann sie bei den Asienmeisterschaften in Kōbe in 53,35 s die Silbermedaille über 400 Meter hinter der Chinesin Chen Jingwen, nachdem zwei Athletinnen vor ihr dopingbedingt disqualifiziert wurden. Des Weiteren belegte sie über 200 Meter in 24,41 s Rang fünf. Anschließend wurde sie bei den Militärweltspielen in Rio de Janeiro in 52,52 s Vierte über 400 Meter und konnte ihren Vorlauf über 200 Meter nicht beenden. Zudem belegte sie mit der 4-mal-100-Meter-Staffel in 45,58 s den fünften Platz und gewann mit der 4-mal-400-Meter-Staffel in 3:44,32 min die Bronzemedaille hinter den Teams aus Brasilien und der Dominikanischen Republik. 2013 belegte sie bei den Asienmeisterschaften in Pune in 56,88 s Rang acht und klassierte sich mit der 4-mal-400-Meter-Staffel in 3:39,54 m den fünften Platz. 2014 erreichte sie bei den Commonwealth Games in Glasgow das Halbfinale über 400 Meter und schied dort mit 52,67 s aus. Anschließend nahm sie erneut an den Asienspielen im südkoreanischen Incheon teil und belegte dort in 52,47 s den vierten Platz über 400 Meter und erreichte im 200-Meter-Lauf in 23,65 s Rang sechs. Im Jahr darauf wurde sie bei den Asienmeisterschaften in Wuhan in 54,24 s Fünfte und gelangte anschließend bei den Militärweltspielen in Mungyeong in 54,33 s auf den sechsten Platz im Einzelbewerb und erreichte mit der 4-mal-100-Meter-Staffel in 47,37 s Rang fünf. 2016 gewann sie bei den Südasienspielen in Guwahati in 54,40 s die Silbermedaille hinter der Inderin M. R. Poovamma und auch mit der Staffel gewann sie in 3:38,89 min die Silbermedaille hinter dem Team aus Indien. Die Südasienspiele stellten ihren letzten Wettkampf dar und beendete daraufhin im Alter von 28 Jahren ihre Karriere als Leichtathletin.
In den Jahren 2009 und 2012 sowie 2013 und 2015 wurde Rasnayake sri-lankische Meisterin im 400-Meter-Lauf.

## Persönliche Bestleistungen
- 200 Meter: 23,59 s (+1,2 m/s), 30. September 2014 in Incheon
- 400 Meter: 52,36 s, 26. Januar 2008 in Nakhon Ratchasima